# Heiko Brestrich
Heiko Brestrich (* 8. April 1965) ist ein ehemaliger deutscher Fußballspieler und heutiger -trainer. In der höchsten Spielklasse des DDR-Fußballs, der Oberliga, spielte er für den BFC Dynamo und die BSG Stahl Brandenburg. Brestrich füllte unter anderem die Position des Liberos aus.

## Sportliche Laufbahn
Heiko Brestrich stammt aus dem Nachwuchsbereich des BFC Dynamo. Den Sprung in die Oberligamannschaft der Berliner schaffte er nicht auf Anhieb, Folge war im Jahr 1983 ein Wechsel innerhalb der Sportvereinigung Dynamo zum DDR-Ligisten Dynamo Fürstenwalde. Im folgenden Sommer kehrte der Abwehrspieler zum BFC Dynamo zurück, reüssierte dort zunächst aber vor allem in jener in die Liga aufgestiegenen Reserveelf der Weinroten.
Trotz seiner relativ wenigen Einsätze für die 1. Mannschaft des BFC Dynamo gewann Brestrich, „ein technisch gut ausgebildeter Spieler, der ständig die Offensive sucht“, so sein damaliger Trainer Jürgen Bogs, mit dem BFC vier DDR-Meisterschaften und einmal den FDGB-Pokal. 1988 wechselte er zum Ligakonkurrenten BSG Stahl Brandenburg, anschließend zum Zweitligisten Motor Ludwigsfelde. Zur Jahreswechsel 1989/90 schloss sich Brestrich Rotation Berlin an, ein geplanter Wechsel nach Luxemburg zum CS Grevenmacher materialisierte sich im Sommer 1991 nicht.
Ab 1991 spielte er so wieder für den FC Berlin, seines Zeichens Nachfolger des BFC, für den er bis 1999 241 Punktspiele (53 Tore) bestritt. Nach einer Revolte gegen Trainer Klaus Goldbach wurde Brestrich im Jahr 1999 von den nunmehr wieder als BFC Dynamo antretenden Weinroten suspendiert. Die Folge war ein Wechsel zum VfB Leipzig. Nach der Insolvenz des VfB spielte Brestrich noch bei der SG LVB Leipzig sowie bei den Kickers 94 Markkleeberg und beendete dann seine Laufbahn als Spieler.

## Trainerlaufbahn
Von 2011/12 bis 2019/20 war der frühere Erstligakicker Trainer bei den Kickers 94 Markkleeberg.

## Statistik
- DDR-Oberliga: 18 Spiele / zwei Tore

## Trivia
Heiko Brestrich führte eine Beziehung mit der Eiskunstläuferin Peggy Schwarz.
Nach Oskar Kosche bestritt Brestrich mit 191 Einsätzen die zweitmeisten Spiele in der zwischen 1994 und 2000 bestehenden Regionalliga Nordost.